# Center for American Progress
O Center for American Progress ( CAP ) é uma organização de pesquisa e defesa de políticas públicas que apresenta um ponto de vista liberal sobre questões econômicas e sociais. Tem sede em Washington, DC.
A presidente e diretora executiva da CAP é Neera Tanden, que trabalhou para as administrações de Obama e Clinton e para as campanhas de Hillary Clinton . O primeiro presidente e CEO foi John Podesta, que serviu como chefe de gabinete da Casa Branca do presidente dos EUA Bill Clinton e como presidente da campanha presidencial de 2016 de Hillary Clinton . Podesta permaneceu na organização como presidente do conselho até ingressar na equipe da Casa Branca de Obama em dezembro de 2013. Tom Daschle é o atual presidente.
O Center for American Progress possui uma organização de engajamento dos jovens, Generation Progress, e uma organização de defesa irmã, o Fundo para Ação de Progresso Americano (CAPAF). Citando a influência de Podesta na formação do governo Obama, um artigo de novembro de 2008 da revista Time afirmou que "desde que a Heritage Foundation ajudou a guiar a transição de Ronald Reagan em 1981, um único grupo externo teve tanto poder".

## História e missão
O Center for American Progress foi criado em 2003 como uma alternativa de esquerda para grupos de reflexão, como a Heritage Foundation e o American Enterprise Institute . Em 2011, Jason Horowitz, do Washington Post, descreveu o Center for American Progress como "o principal think tank liberal de Washington" e "um incessante defensor de uma ampla agenda progressista e, como tal, um forte espinho no lado esquerdo do presidente Obama. Horowitz concluiu ainda que o Centro, mais amplamente, se tornara um dos "principais think tanks liberais de Washington".
Desde a sua criação, o centro reuniu um grupo de bolsistas de alto nível, entre eles Lawrence Korb, secretário assistente de Defesa do presidente Ronald Reagan ; Gene Sperling, diretor do Conselho Econômico Nacional dos presidentes Bill Clinton e Barack Obama; Ruy Teixeira, cientista político e autor de A Maioria Democrática Emergente ; e, mais recentemente, o ex- líder das minorias no Senado, Tom Daschle e Elizabeth Edwards, falecida esposa do ex-candidato à presidência e ex-senador dos EUA na Carolina do Norte John Edwards. Sarah Rosen Wartell, co-fundadora e vice-presidente executiva do centro, foi nomeada Presidente do Urban Institute.
O centro ajudou o congressista John Murtha (D-PA ) a desenvolver "redistribuição estratégica", um plano abrangente para a Guerra do Iraque que incluía um cronograma e retirada de tropas.

## Atividades

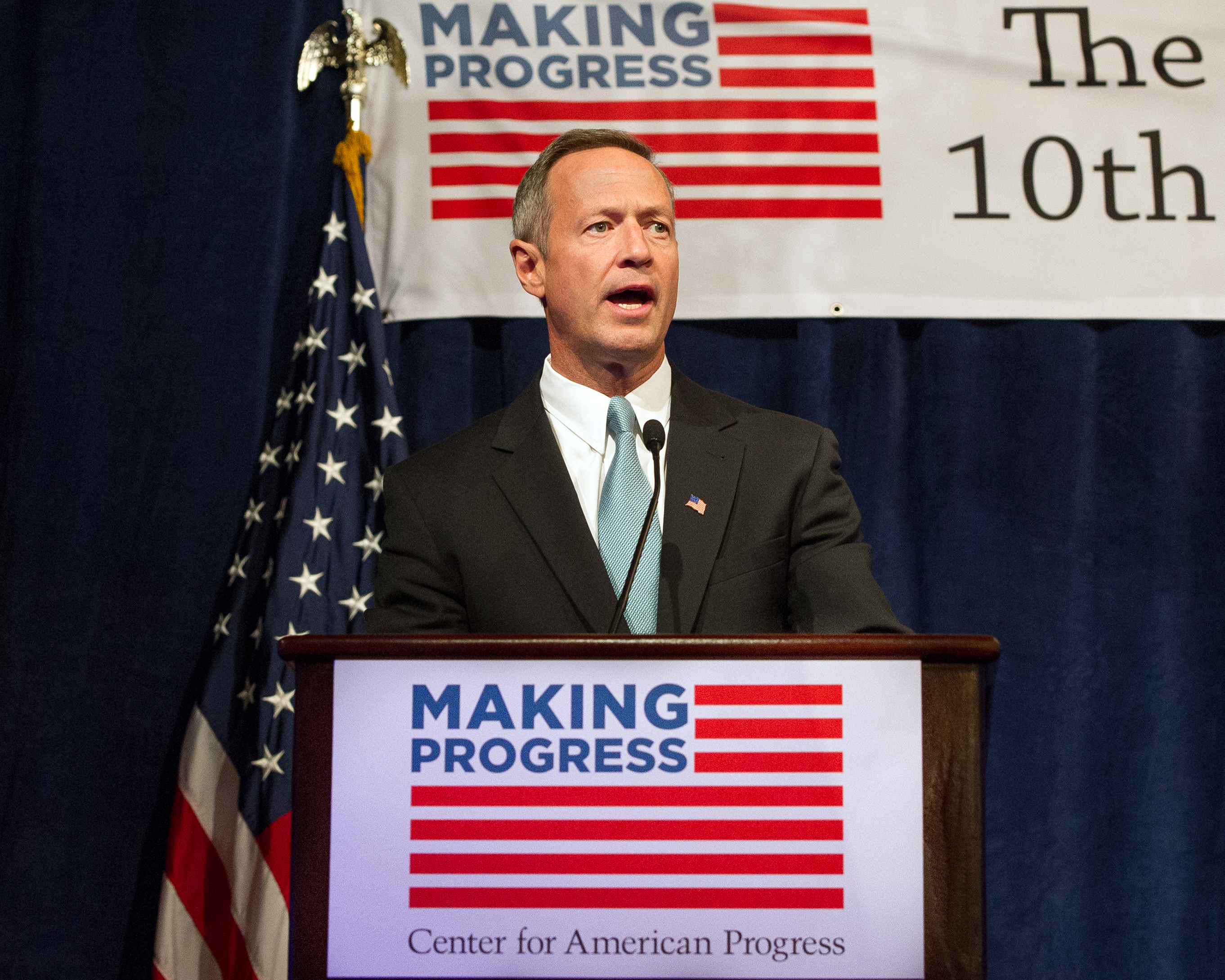
Governador Martin O'Malley falando no Center for American Progress

### ThinkProgress
O ThinkProgress, ativo durante os anos de 2005 e 2019, era um sítiio de notícias progressistas americano afiliado ao Center for American Progress, mas com independência editorial. Em setembro de 2019, o 'ThinkProgress "foi encerrado quando a CAP não conseguiu encontrar um editor disposto a assumi-lo. O site de notícias foi então "dobrado na presença on-line da CAP" para "focar na análise de estudiosos da CAP e do pessoal da Action Action".

### Progresso da Geração
O Generation Progress foi lançado em fevereiro de 2005 como "o braço de jovens do Center for American Progress". Segundo a organização, a Generation Progress faz parceria com mais de um milhão de millennials.

### Fundo para o Fundo de Ação do Progresso Americano
Anteriormente conhecido simplesmente como Fundo Americano de Ação para o Progresso, o Centro para o Fundo Americano de Ação para o Progresso (CAP Action) é uma "organização de defesa irmã" e é organizacional e financeiramente separado do CAP, embora compartilhem muitos funcionários e um endereço físico. O Politico escreveu em abril de 2011 que "realiza abertamente campanhas de advocacia política e desempenha um papel central na infraestrutura do Partido Democrata, e a nova equipe de reportagem no final do corredor não está exatamente isolada dessa máquina de mensagens, nem necessariamente mantenha distância de grupos liberais que organizam campanhas de advocacy visando conservadores ". Enquanto a PAC é uma organização sem fins lucrativos 501 (c) (3), a Ação da PAC é uma organização 501 (c) (4) permitindo que ela dedique mais recursos ao lobby . Em 2003, George Soros prometeu apoiar financeiramente a organização doando até US $ 3 milhões. A ação da PAC é liderada por Neera Tanden .

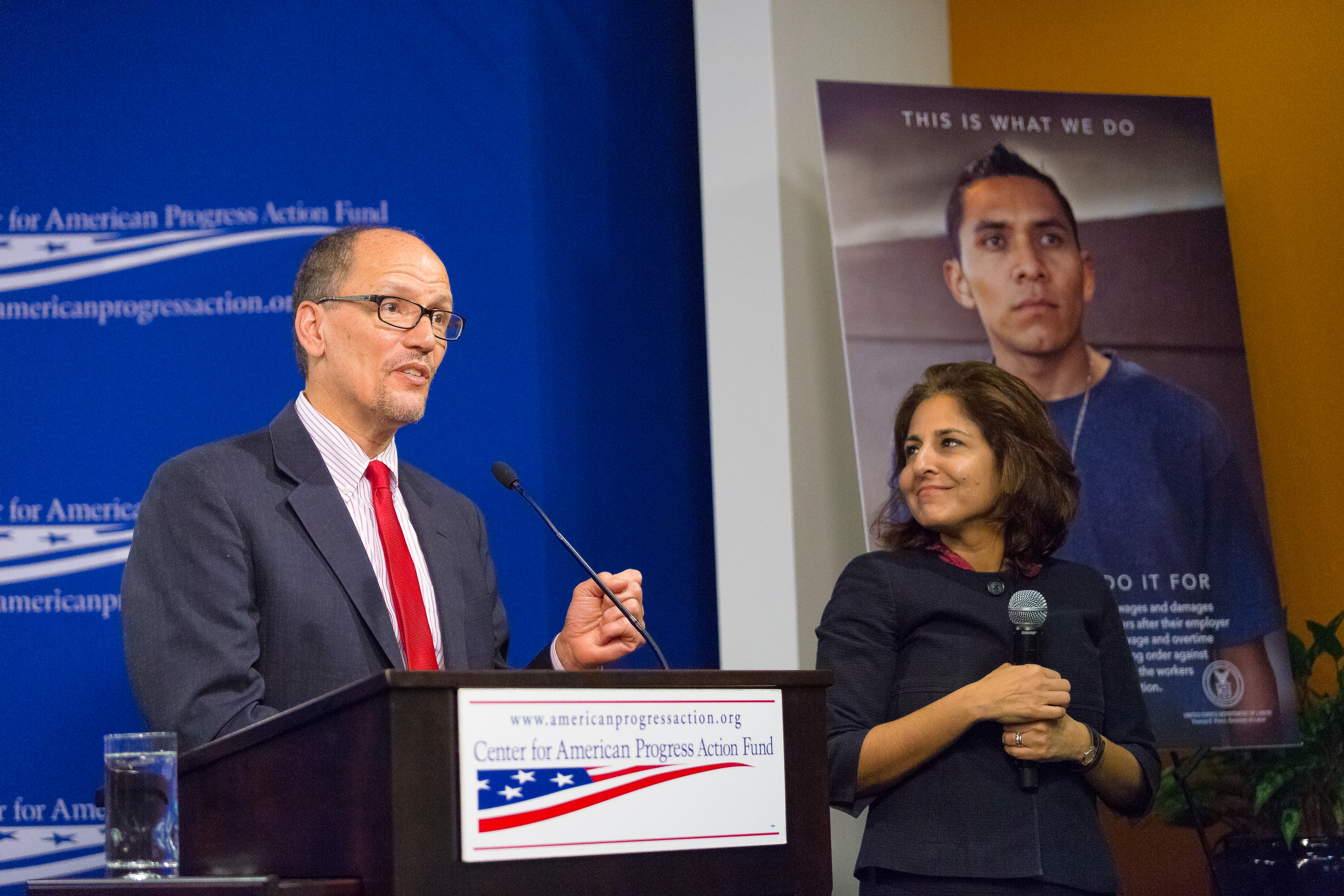
Thomas Perez e Neera Tanden, dezembro de 2014

"O Projeto Moscou" é uma das suas iniciativas.

### Washington Center for Equitable Growth
O Washington Center for Equitable Growth, também conhecido simplesmente como "Equitable Growth", é uma organização de pesquisa e doações fundada em 2013 e "alojada no Center for American Progress". O Equitable Growth financia pesquisas acadêmicas em economia e outras ciências sociais, com interesse particular no papel do governo na distribuição do crescimento econômico e no papel das percepções públicas de justiça na definição das políticas governamentais.

### Progresso da ciência
Science Progress foi uma publicação na Internet sobre política progressiva de ciência e tecnologia. O Science Progress foi um projeto do Center for American Progress. A sua missão era "melhorar o entendimento da ciência entre os formuladores de políticas e outros líderes de pensamento e desenvolver ideias empolgantes e progressivas sobre inovação em ciência e tecnologia para os Estados Unidos no século XXI". Começou a publicação em 4 de outubro de 2007, quinquagésimo aniversário do lançamento do Sputnik 1. O conteúdo do site incluía notícias, ensaios detalhados e entrevistas com base em texto e áudio . A equipa do Science Progress incluía o editor-chefe Jonathan D. Moreno.

### Iniciativa Justiça por Deficiência
Em julho de 2018, o Center for American Progress recrutou a ex-funcionária de Obama e diretora executiva do Conselho Nacional de Deficiência, Rebecca Cokley, para liderar seu novo projeto focado na defesa dos direitos das pessoas com deficiência. A senadora Tammy Duckworth falou no primeiro evento anunciando a criação do novo projeto, que está alojado no Programa Pobreza para a Prosperidade da PAC.  A Iniciativa de Justiça para Deficiências tornou-se o primeiro projeto desse tipo em uma organização de defesa de políticas públicas convencional ainda não focada na deficiência.

## Políticas

### Cuidados de saúde
Em 2017, o Centro se opôs ao plano de saúde de Bernie Sanders. Os críticos disseram que isso se deve ao financiamento do setor de saúde, como a Associação Blue Cross Blue Shield, a Health Care Service Corporation e os Planos de Seguro de Saúde dos Estados Unidos, que seriam eliminados pelo plano de Sanders. Em 2018, o Centro propôs uma alternativa ao pagador único que ofereceria a pacientes e empregadores uma escolha entre cobertura do governo e seguro privado.

## Crítica

### Política pró-Emirados Árabes Unidos e pró-Arábia Saudita
Em outubro de 2016, a Intercept informou que o embaixador dos Emirados Árabes Unidos nos EUA Yousef Al Otaiba elogiou "um relatório da PAC divulgado [em outubro de 2016] que defende a cooperação contínua com estados do Golfo como a Arábia Saudita e os Emirados Árabes Unidos ".
Em janeiro de 2019, dois funcionários da PAC foram demitidos após uma investigação sobre o vazamento de uma troca interna de e-mails envolvendo discussões sobre o fraseado da resposta da CAP ao assassinato do colunista Jamal Khashoggi, colaborador do Washington Post. A CAP divulgou um comunicado informando que, embora eles tenham conduzido uma investigação sobre os vazamentos, essa não foi a causa dos disparos.

### Falta de transparência para as fontes de financiamento
Alguns grupos governamentais abertos, como a Sunlight Foundation e o Campaign Legal Center, criticaram o fracasso do Centro em divulgar seus colaboradores, principalmente porque era muito influente para o governo Obama. O site da CAP declara que os doadores corporativos não podem permanecer anônimos. Nathan Robinson, escrevendo em 2018 para o Current Affairs, escreveu que a CAP "continua escondendo as identidades de muitos de seus maiores doadores". Ele também criticou a CAP por receber "doações duvidosas" e por uma doação de US $ 200.000 para o American Enterprise Institute em 2018.

### Controvérsia de Israel
O CAP foi criticado por várias organizações judaicas após alguns funcionários "usarem publicamente uma linguagem que poderia ser interpretada como anti-Israel ou mesmo anti-semita ". Os blogueiros associados ao CAP publicaram várias postagens usando frases como "apartheid" e "Israel-firsters", fazendo com que a ONG Monitor, o Comitê Judaico Americano e a Liga Anti-Difamação os rotulassem de anti-Israel e pedissem à CAP que se desassociasse de Estas declarações. Funcionários da CAP disseram que a linguagem "inadequada" vinha apenas de tweets pessoais - não no site da CAP ou no blog ThinkProgress. Os Tweets foram excluídos e os autores se desculparam.
Outros escritores, no entanto, criticaram a PAC pelo que consideravam censura a comentários razoáveis, críticos dos assentamentos israelenses na Cisjordânia ocupada e outras políticas. Com base em e-mails vazados, o colunista Glenn Greenwald, por exemplo, escreveu que a CAP havia excluído referências às políticas de assentamentos israelenses nos relatórios de seus funcionários.
Greenwald e outros também criticaram a CAP por sediar uma reunião com o primeiro-ministro israelense Benjamin Netanyahu, enquanto Netanyahu era hostil ao governo Obama. Greenwald descreveu as posições da CAP como "servidão ao AIPAC e favorecimento a Netanyahu". Dezoito organizações e mais de cem acadêmicos assinaram uma carta aberta, divulgada pela Jewish Voice for Peace e pelo Instituto Árabe Americano, contra a reunião. 26.300 pessoas assinaram uma petição contra a reunião.

### Controvérsia da campanha de Hillary Clinton no WikiLeaks 2016
Após o lançamento pelo WikiLeaks de emails hackeados do Podesta, o Center for American Progress foi criticado por emails enviados entre John Halpin, membro sênior do Center for American Progress, e Jennifer Palmieri, membro da equipe de campanha de Hillary Clinton. O Washington Post caracterizou os comentários como "brincadeiras"; Kellyanne Conway e outros os chamaram de ataques anticatólicos.

### Tratamento de acusações de assédio sexual
Em abril de 2018, o BuzzFeed News informou que as funcionárias da CAP haviam se queixado de assédio sexual por parte da Benton Strong, funcionário da CAP, para recursos humanos e gestão. Em um memorando de saída, um funcionário anônimo alegou retaliação por relatar o comportamento de Strong, mas a CAP sustenta que nenhuma retaliação ocorreu e uma investigação interna concluiu o mesmo.  Após a publicação da história do BuzzFeed, a presidente da CAP, Neera Tanden, involuntariamente, usou o primeiro nome da mulher anônima durante uma reunião de todos os funcionários para tratar do tratamento de alegações de assédio sexual.

### Michael Bloomberg
Em fevereiro de 2020, o New York Times informou que o centro havia retirado relatórios de vigilância policial das comunidades muçulmanas da cidade de Nova York de um relatório de 2015, supostamente por deferência a Michael Bloomberg, que havia concedido ao centro subsídios no valor de US $ 1,5 milhão. Yasmine Taeb, um autor do relatório, disse que eles foram instruídos a remover o capítulo ou fazer revisões dramáticas, alegando que isso era "por causa de como isso seria percebido pelo prefeito Bloomberg". Autoridades da PAC contestaram sua conta, caracterizando as mudanças como decisões editoriais: a discussão detalhada do policiamento de Nova York foi fora de tópico, porque o relatório havia sido "encomendado para examinar grupos de direita que visavam muçulmanos com teorias explícitas de fanatismo e conspiração". Bloomberg disse aos repórteres do New York Times que não tinha conhecimento de nenhuma disputa na CAP; em 2017, ele contribuiu com US $ 400.000 adicionais.

## Financiamento
O Center for American Progress é uma organização 501 (c) (3) sob o Internal Revenue Code dos EUA . Em 2014, a CAP recebeu US $ 45   milhões de várias fontes, incluindo indivíduos, fundações, sindicatos e corporações. De 2003 a 2007, a PAC recebeu cerca de US $ 15 milhões em doações de 58 fundações. Os principais doadores individuais incluem George Soros, Peter Lewis, Steve Bing e Herb e Marion Sandler. O Centro recebe quantias não reveladas de doadores corporativos. Em dezembro de 2013, a organização divulgou uma lista de seus doadores corporativos, incluindo Walmart, CitiGroup, Wells Fargo, empreiteira de defesa Northrop Grumman, America's Health Insurance Plans e Eli Lilly and Company.
Em 2015, a CAP divulgou uma lista parcial de seus doadores, incluindo 28 doadores anônimos, responsáveis por pelo menos US $ 5 milhões em contribuições. Os doadores nomeados incluem a Fundação Bill e Melinda Gates e a Embaixada dos Emirados Árabes Unidos, que deram entre US $ 500.000 e US $ 999.999. Os principais doadores da CAP incluem o Walmart e o Citigroup, cada um dos quais doou entre US $ 100.000 e US $ 499.000. Outros grandes doadores da PAC incluem Goldman Sachs, Bank of America, Google, Time Warner e Pharmaceutical Research and Manufacturers of America.
| * Doadores de 2015 (exceto anônimo)      | Nível                 |
| ---------------------------------------- | --------------------- |
| Fundação Ford                            | US $ 1.000.000 +      |
| A Fundação da Família Hutchins           | US $ 1.000.000 +      |
| Fundação Sandler                         | US $ 1.000.000 +      |
| TomKat Charitable Trust                  | US $ 1.000.000 +      |
| Fundação Bill e Melinda Gates            | $ 500.000 a $ 999.999 |
| Fundação Joyce                           | $ 500.000 a $ 999.999 |
| Não em nosso relógio                     | $ 500.000 a $ 999.999 |
| Fundo de doações de caridade Open Square | $ 500.000 a $ 999.999 |
| Embaixada Emirados Árabes Unidos         | $ 500.000 a $ 999.999 |
| Fundação da Família Walton               | $ 500.000 a $ 999.999 |
| Fundação William e Flora Hewlett         | $ 500.000 a $ 999.999 |